# Ellwangen (Rot an der Rot)

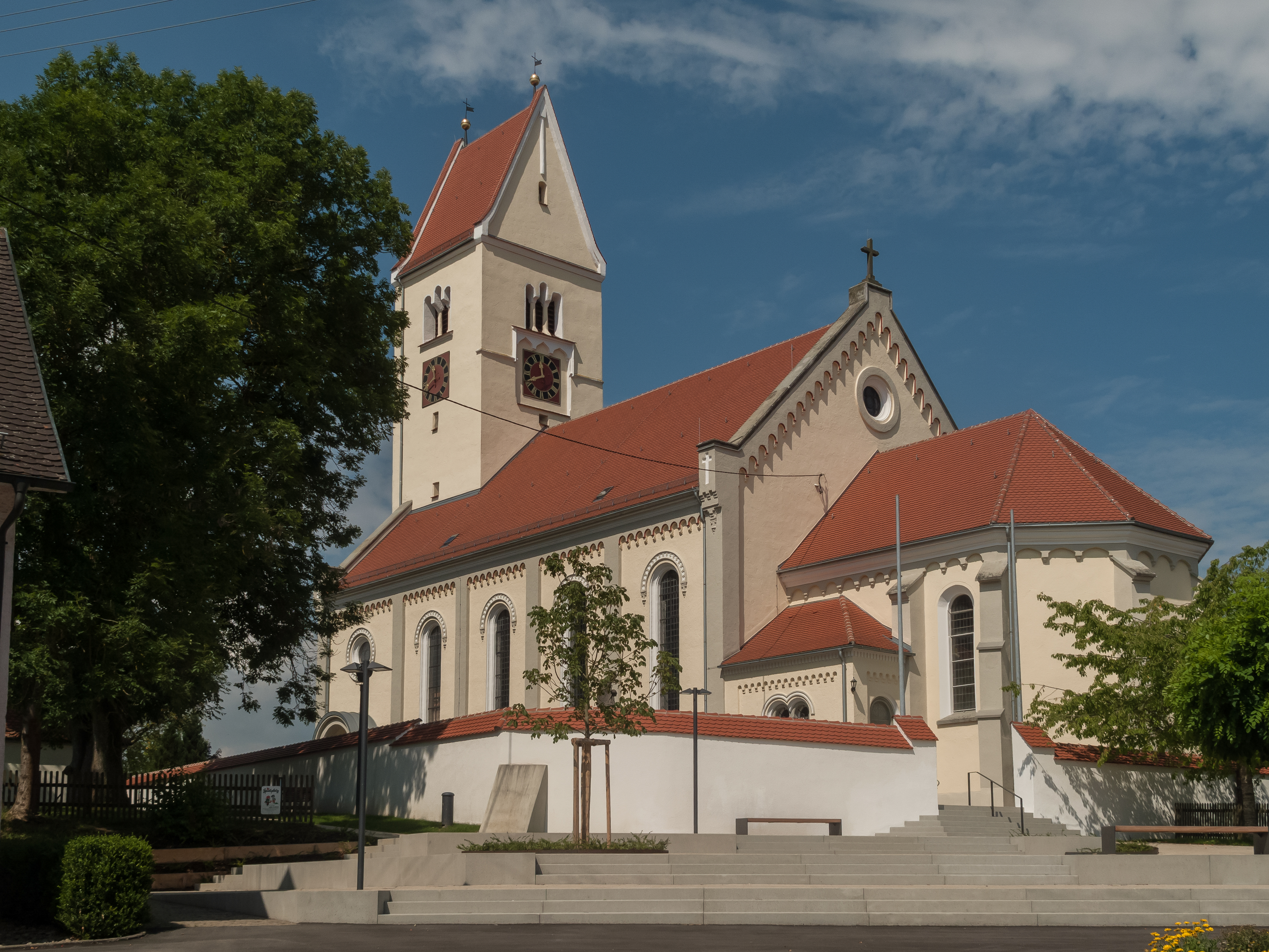
Pfarrkirche Sankt Kilian und Ursula

Ellwangen ist ein Ortsteil der Gemeinde Rot an der Rot im Landkreis Biberach in Oberschwaben. Seit 1843 ist der Ort von Landwirtschaft geprägt.

## Gliederung
Zugehörig zu Ellwangen sind die Teilgemarkungen Tristolz, Bär, Buckenhof, Eichen, Eichwald, Eulental, Hafen, Hörnle, Hohenhalden, Hohenmorgen, Lindengraben, Löhlis, Moor, Mohrenschachen, Obere Mühle, Pfaffenried, Ramsen, Sandbauer, Sonnenbauer, Umbrecht, Weißenwind, Wespel, Wirrenweiler und Wolf.

## Geographie
Die Ortschaft liegt westlich von Rot an der Rot unterhalb der Erhebung Tristolzer Berg. In ihr kreuzen sich, westlich des Ortskerns die L 300 und L 265. Durch den Ort fließt der Ellbach, an der nördlichen Spitze der Gemarkung bei Eilatal entspringt die untere Rottum und östlich bildet auf einer kleinen Strecke der Pfaffenriederbach die frühere Grenze.

## Geschichte
Der Name Ellwangen leitet sich vermutlich von den Namensbestandteilen Ell (Elch) und Wang (abfallendes Gelände) her. Das Lehenbuch des Grafen Eberhard von Landau aus dem Jahre 1300 ordnet Ellwangen dem Schenken Konrad von Winterstetten-Otterswang zu. Später kam es in den Besitz von Habsburg, das es im 15. Jahrhundert an Waldburg-Wolfegg verpfändete. 1605 kam es von Wolfegg an die Linie Zeil und bei der Waldburgschen Erbteilung 1675 an Waldburg-Zeil-Wurzach.

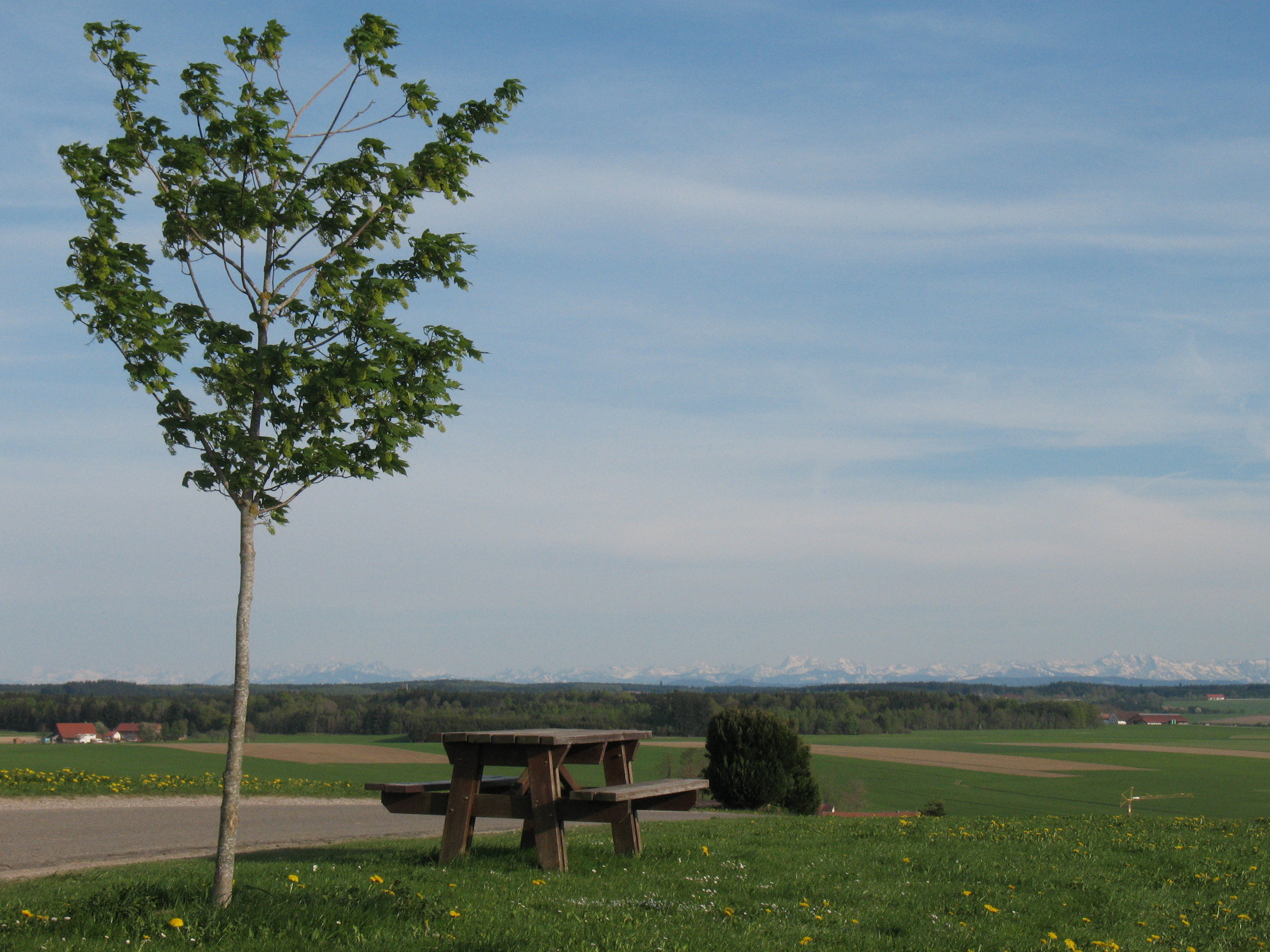
Erhebung Tristolzer Berg (2009)

Im Jahre 1529 errichtete Waldburg in Ellwangen ein Amt, welches ein Ammann, später 1699 ein Gerichtsammann verwaltete. Tristolz, Eulental, Pfaffenried und ein Hof in Löhlis waren im Bestand des Amtes aufgeführt.
Um 1432 ist eine erste Gastwirtschaft in Ellwangen und mehrere Mühlen, darunter eine Sägemühle und eine Ölmühle verzeichnet. Um 1650 übten ein Gemeindeschmied, Bäcker, Schuhmacher und Hafner ihr Handwerk aus. Um 1850 gab es eine Schildwirtschaft.
1938 wurden die Oberämter aufgelöst und Ellwangen dem Landkreis Biberach zugeordnet. Am 1. Oktober 1974 wurde Ellwangen nach Rot an der Rot eingemeindet.
Im Jahre 2011 gab es in Ellwangen mehrere Handwerksunternehmen und Landwirtschaftsbetriebe im Vollerwerb.

## Kultur und Sehenswürdigkeiten
Siehe: Liste der Kulturdenkmale in Ellwangen
Im Jahr 2014 feiert der Musikverein Ellwangen sein 160-jährigen Jubiläum. Die Gründung geht somit auf das Jahr 1854 zurück. Der Musikverein ist Inhaber der Pro-Musica-Plakette.